# 로널드 레이건 암살 미수 사건
1981년 3월 30일, 미국 대통령 로널드 레이건은 워싱턴 힐튼 호텔에서 연설을 마친 후 리무진으로 돌아가던 중 워싱턴 D.C.에서 존 힝클리 주니어에게 총격을 입고 부상을 당했다. 힝클리는 1976년 영화 《택시 드라이버》에서 조디 포스터를 본 후 그녀에게 색정적으로 집착하게 되었고, 이 공격이 포스터의 인상을 사로잡을 것이라고 믿었다.
레이건은 리무진 옆면에 맞고 튕겨 나온 리볼버 총알에 왼쪽 겨드랑이 아래를 심하게 다쳐 갈비뼈가 부러지고 폐에 구멍이 뚫려 심한 내출혈을 일으켰다. 그는 조지 워싱턴 대학교 병원에서 응급 개복 수술을 받았고, 4월 11일 퇴원했다. 미국 수정 헌법 제25조 3항 또는 4항(부통령이 대통령의 권한과 직무를 인계하는 것과 관련)의 공식적인 발동은 없었지만, 알렉산더 헤이그 국무장관은 조지 H. W. 부시 부통령이 텍사스주 포트워스에서 워싱턴으로 돌아올 때까지 백악관에서 자신이 "여기를 통제하고 있다"고 밝혔다. 헤이그는 부시, 미국 하원 의장 팁 오닐, 미국 상원 임시의장 스트롬 서먼드에 이어 승계 서열 4위였다.
백악관 대변인 제임스 브래디, 비밀경호국 요원 팀 매카시, D.C. 경찰관 토머스 델라헌티도 부상을 입었다. 세 명 모두 생존했지만, 브래디는 뇌 손상을 입고 영구적인 장애를 겪었으며, 2014년 부상으로 사망했다.
1982년 6월 21일, 힝클리는 대통령 암살 시도 혐의에 대해 심신미약으로 인한 무죄 판결을 받았다. 그는 워싱턴 D.C.에 있는 정신과 시설인 세인트 엘리자베스 병원에 수감되었다. 2015년, 연방 검찰은 의무 검시관이 브래디의 사망을 살인으로 분류했음에도 불구하고 힝클리를 브래디의 사망 혐의로 기소하지 않겠다고 발표했다. 힝클리는 2016년에 정신과 시설에서 퇴원했다.

## 힝클리의 동기
존 힝클리 주니어는 색정광을 앓고 있었고, 그의 공격 동기는 여배우 조디 포스터에 대한 집착에서 비롯되었다. 1970년대 후반 할리우드에 살면서 그는 영화 《택시 드라이버》를 최소 15번 이상 보았는데, 배우 로버트 드니로가 연기한 주인공 트래비스 비클과 강하게 동일시했던 것으로 보인다. 이 이야기는 비클이 포스터가 연기한 아동 매춘부를 구하려는 시도를 다룬다. 영화 마지막 부분에서 비클은 대통령 후보로 출마한 미국 상원 의원을 암살하려 한다. 그 후 몇 년 동안 힝클리는 포스터를 쫓아 전국을 다녔고, 1980년 《피플》 잡지에서 그녀가 예일 대학교 학생이라는 기사를 읽은 후 예일 대학교 작문 과정에 등록하기까지 했다. 그는 1980년 말에 그녀에게 수많은 편지와 쪽지를 썼다. 그는 그녀에게 두 번 전화했지만 그녀가 자신에게 관심이 없다고 말했을 때도 포기하지 않았다.
힝클리는 자신이 국가적인 인물이 되면 포스터와 동등해질 것이라고 확신했다. 그는 비클을 모방하기로 결정하고 지미 카터 대통령을 스토킹하기 시작했다. 그는 대통령에게 접근하는 것이 너무 쉬워서 놀랐는데, 한 행사에서는 불과 1피트(30cm) 거리에 있었지만 1980년 10월 내슈빌 국제공항에서 불법 총기 소지 혐의로 체포되어 벌금을 부과받았다.:70,251 카터는 그곳에서 선거 유세를 했지만, 연방수사국은 이 체포를 대통령과 연관시키지 않았고 비밀경호국에도 알리지 않았다. 그의 부모는 잠시 그를 정신과 의사의 보호 아래 두었다. 힝클리는 로널드 레이건에게 관심을 돌렸고, 레이건의 당선이 나라에 좋을 것이라고 부모에게 말했다. 그는 1981년 3월 초에 포스터에게 서너 통의 편지를 더 썼다. 포스터는 이 편지들을 예일대 학장에게 주었고, 학장은 예일 경찰서에 주었으며, 경찰은 힝클리를 추적하려 했으나 실패했다.

## 암살 시도
1981년 3월 21일, 레이건과 그의 아내 낸시 레이건은 워싱턴 D.C.의 포드 극장을 방문하여 모금 행사에 참석했다. 자서전 《미국의 삶》에서 레이건은 이렇게 회상했다.
무대 위 대통령 박스를 올려다봤다. 에이브러햄 링컨이 총에 맞았던 밤 앉아있던 곳이었다. 이상한 느낌이 들었다... 지금 우리가 가진 모든 비밀경호국 보호에도 불구하고, 충분한 결단력을 가진 누군가가 대통령에게 충분히 가까이 다가가 총을 쏠 수 있을 것이라고 생각했다.

### 워싱턴 힐튼 호텔에서의 연설
3월 28일, 힝클리는 버스를 타고 워싱턴 D.C.에 도착하여 파크 센트럴 호텔에 투숙했다. 그는 원래 포스터를 유혹하려는 또 다른 시도로 뉴 헤이븐으로 갈 생각이었다.:23 그는 《더 워싱턴 스타》에 게재된 레이건의 일정을 보고 행동할 때가 되었다고 판단했다. 힝클리는 암살 시도 중에 자신이 죽을 수도 있다는 것을 알고 있었고, 대통령을 암살하기 약 2시간 전에 포스터에게 편지를 썼지만 부치지 않았다. 편지에서 그는 자신의 행동의 중요성으로 그녀를 감동시키고 싶었고, "당신의 마음을 얻어 남은 생을 당신과 함께 살 수 있다면 레이건을 두 번째로 잡는다는 생각을 포기하겠다"고 말했다.:58
3월 30일, 레이건은 워싱턴 힐튼에서 AFL-CIO 대표들에게 오찬 연설을 했다. 비밀경호국은 1970년대 초부터 대통령 방문을 위해 100번 이상 호텔을 점검했기 때문에 이 호텔에 매우 익숙했다. 힐튼은 1963년 존 F. 케네디 암살 사건 이후 건설된 안전한 밀폐형 통로인 "대통령의 길" 때문에 워싱턴에서 가장 안전한 장소로 간주되었다. 레이건은 오후 1시 45분경 통로를 통해 건물에 들어서면서 뉴스 매체와 시민들에게 손을 흔들었다. 비밀경호국은 일부 행사에서 그에게 방탄복을 입을 것을 요구했지만, 레이건은 호텔과 그의 리무진 사이 30피트(9m)만 노출될 예정이었기 때문에 연설에 방탄복을 입지 않았고, 당국은 그날 요원들에게 조끼를 요구하지 않았다. 힝클리가 비정상적인 행동을 하는 것을 본 사람은 아무도 없었다. 그를 "안절부절못하고" "흥분했다"고 보고한 증인들은 힝클리를 비밀경호국이 감시하던 다른 사람과 혼동한 것으로 보인다.

### 총격

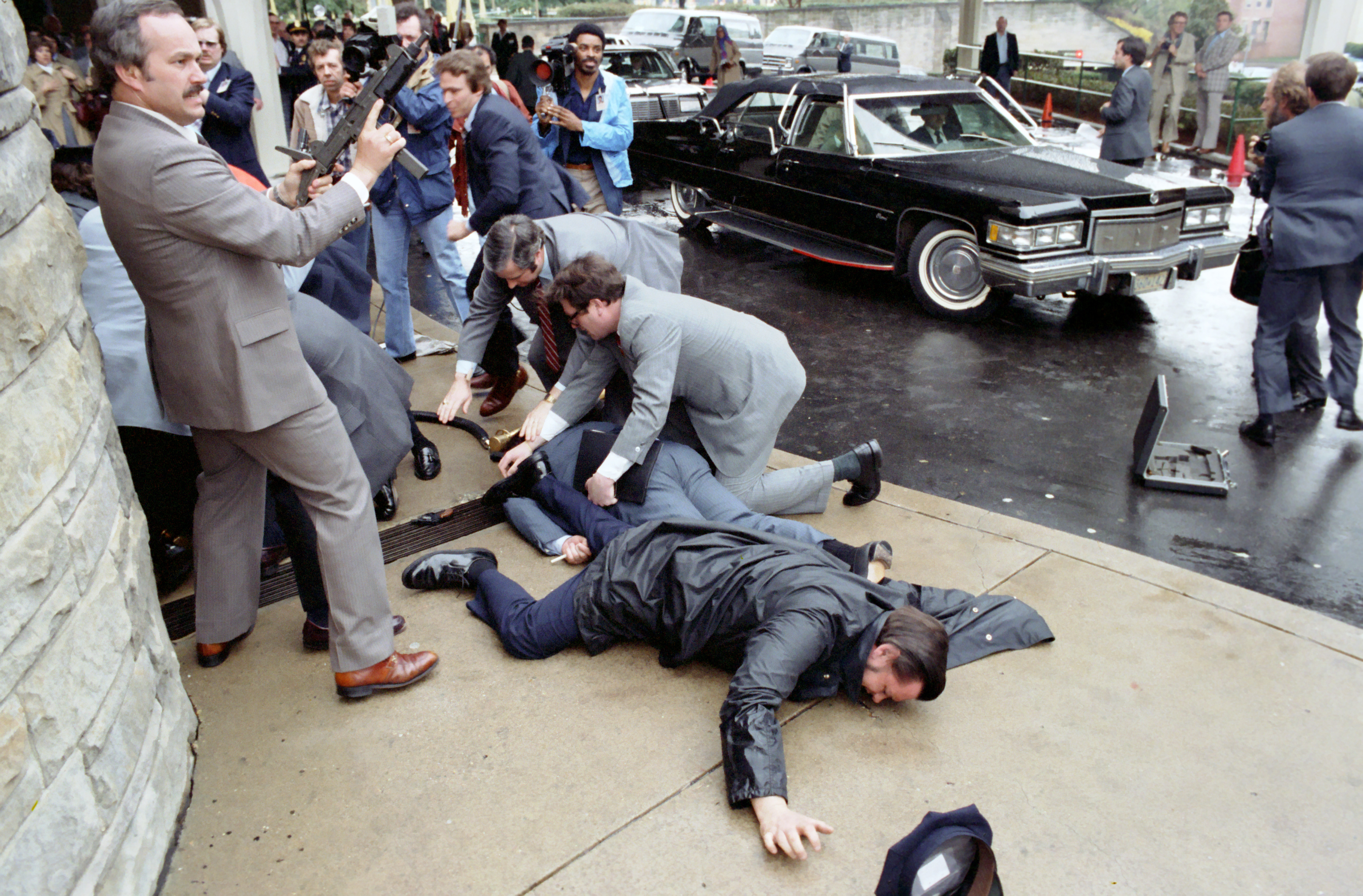
레이건 암살 시도 중 제임스 브래디 백악관 대변인과 경찰관 토머스 델라헌티를 가리는 비밀경호국 요원들. 비밀경호국 요원 로버트 완코가 추가 공격에 대비하여 우지의 개머리판을 펴는 모습이 보인다.

오후 2시 27분,:82 레이건은 플로리다 애비뉴의 "대통령의 길"을 통해 호텔을 나섰고 기자들이 기다리고 있었다. 그는 대기 중인 리무진을 향해 T 스트리트 NW 출구를 나섰고 힝클리는 군중 속에 기다리고 있었다. 비밀경호국은 대통령 연설 참석자들을 철저히 검사했지만, 검사되지 않은 한 무리가 로프 선 뒤에서 대통령으로부터 15 ft (4.5 m) 이내에 서 있도록 허용했다.:80–81,225 기관은 여러 겹의 보호를 사용한다. 바깥 겹의 지역 경찰은 사람들을 간략하게 확인하고, 중간 겹의 비밀경호국 요원들은 무기를 확인하며, 더 많은 요원들은 대통령 주위에 즉시 내부 겹을 형성한다. 힝클리는 처음 두 겹을 뚫고 들어왔다.
수백 명의 사람들이 레이건에게 박수를 보내는 가운데, 대통령은 예상치 못하게 힝클리 바로 앞을 지나갔다. 로프 바리케이드 20 피트 (6 m) 뒤에 서 있던 기자들은 질문을 던졌다. AP 통신의 마이크 푸첼이 "대통령님--"이라고 외치자, 힝클리는 웅크린 자세를 취하고:81 1.7초 만에 룀 RG-14 .22 LR 청색 강철 리볼버를 여섯 번 빠르게 발사했지만,:82 대통령에게 발사된 6발 모두 빗나갔다.
첫 발은 백악관 대변인 제임스 브래디의 왼쪽 눈 위 머리를 맞았고, 뇌 아래를 관통하여 뇌강을 산산조각 냈다. 탄두의 작은 폭발성 물질은 충격 시 폭발했다. 컬럼비아 특별구 경찰관 토머스 델라헌티는 그 소리를 총소리로 인식하고 총격범을 확인하기 위해 급히 왼쪽으로 고개를 돌렸다.:82 그 순간 그는 두 번째 총탄에 목 뒤를 맞았고, 총알은 그의 척추를 맞고 튕겨 나갔다. 델라헌티는 "총 맞았다!"고 비명을 지르며 브래디 위로 쓰러졌다.
힝클리는 이제 대통령에게 분명한 조준점을 확보했지만,:81 근처에 서서 힝클리의 발사를 목격한 클리블랜드 출신의 노동 관계자 알프레드 안테누치가 그를 머리를 때리고 뒤에서 그를 억압하기 시작했다. 총성을 듣자마자 책임 특별 요원 제리 파르는 거의 즉시 레이건의 어깨를 잡고 열린 리무진 뒷문 쪽으로 몸을 던졌다. 요원 레이 섀딕은 두 사람을 차 안으로 밀어 넣는 것을 돕기 위해 파르의 바로 뒤를 따랐다. 세 번째 총탄은 대통령을 빗나가 길 건너편 건물 창문을 맞았다. 파르의 행동은 레이건이 머리에 맞을 뻔한 것을 막아주었다.:224
파르가 레이건을 리무진 안으로 밀어 넣는 동안, 비밀경호국 요원 팀 매카시는 총성 소리에 주의를 기울여 오른쪽으로 돌아서며 자신을 사선에 놓았다. 매카시는 팔과 다리를 벌려 레이건과 파르 바로 앞에 넓게 서서 자신을 표적으로 만들었다. 매카시는 네 번째 총탄에 가슴 아랫부분을 맞았고, 총알은 그의 오른쪽 폐, 가로막, 간의 오른쪽 엽을 관통했다. 다섯 번째 총탄은 레이건과 파르가 그 뒤를 지나갈 때 열린 리무진 뒷문의 방탄 유리를 맞았다. 여섯 번째이자 마지막 총탄은 리무진의 방탄 측면을 맞고 튕겨 나와 열린 뒷문과 차량 프레임 사이 공간을 통과하여 대통령의 왼쪽 겨드랑이 아래를 맞았다. 총탄은 갈비뼈를 스치고 폐에 박혀 심장에서 1인치(25mm)도 안 되는 거리에 멈추기 전에 부분적으로 폐를 찌그러뜨렸다.

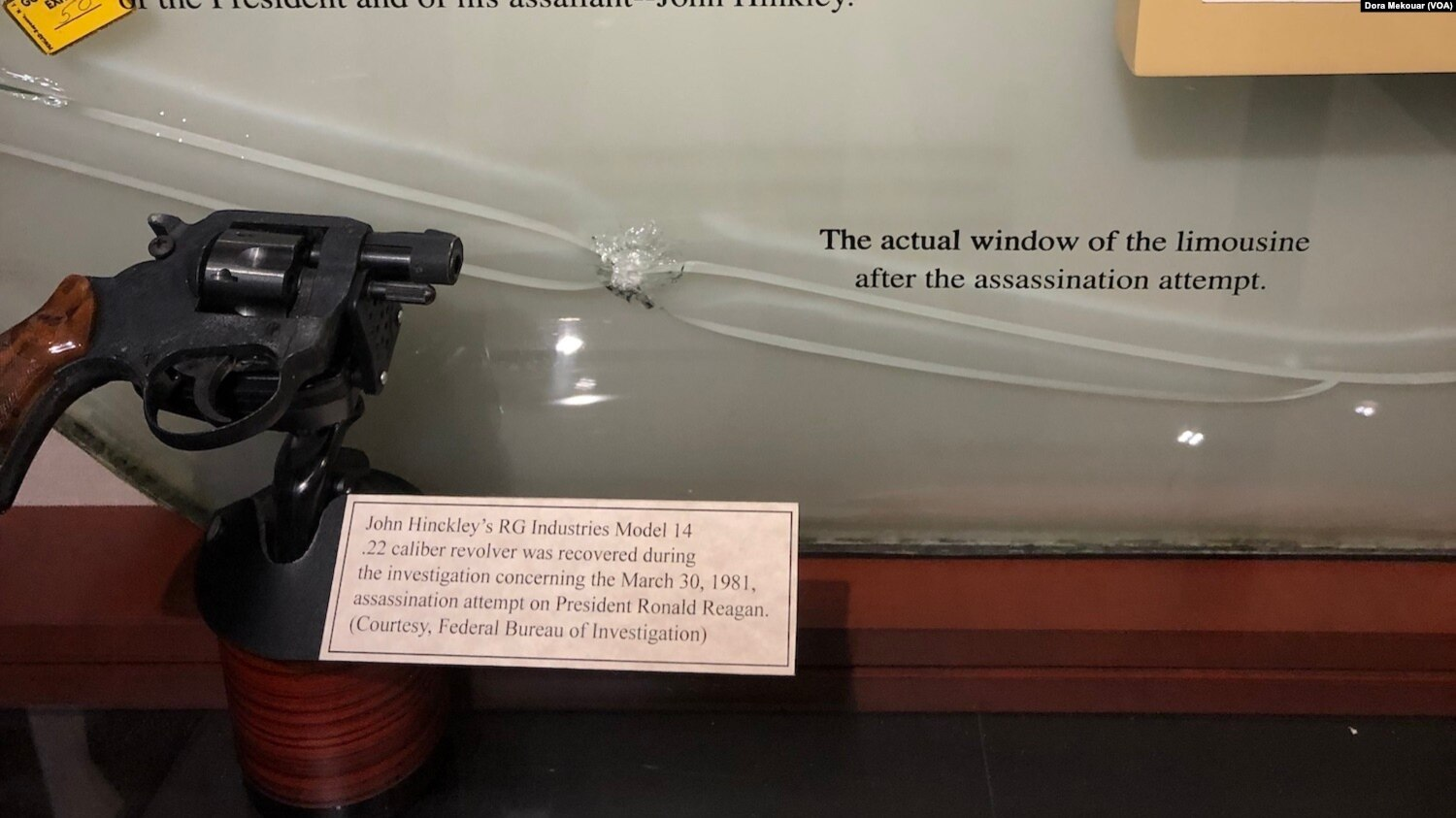
존 힝클리의 룀 RG-14 리볼버는 암살 시도에 사용되었으며, 2022년 비밀경호국의 비공개 박물관에 전시되어 있다.

첫 발이 발사된 지 몇 초 만에 비밀경호국 요원 데니스 매카시(팀 매카시와는 무관)는 인도를 가로질러 힝클리에게 직접 몸을 던졌고, 다른 사람들은 힝클리를 바닥에 밀어붙였다.:84 또 다른 클리블랜드 지역 노동 관계자인 프랭크 J. 맥나마라는 안테누치와 합류하여 힝클리의 머리를 세게 때려 피를 흘리게 했다. 데니스 매카시는 나중에 힝클리를 놓아주도록 "두 명의 시민을 때려야 했다"고 보고했다. 비밀경호국 요원 로버트 완코는 브리프케이스에 숨겨져 있던 우지 기관단총을 펼쳐 대통령의 대피를 엄호하고 잠재적인 집단 공격을 막았다.
총격 다음 날, 힝클리의 총은 ATF에 인계되었고, ATF는 총의 출처를 추적했다. 불과 16분 만에 요원들은 총이 1980년 10월 13일 댈러스의 로키 전당포에서 구매되었다는 것을 알아냈다. 그것은 작은 알루미늄과 질화납 폭발 장약을 포함하여 접촉 시 폭발하도록 설계된 6개의 데바스테이터 브랜드 탄약으로 장전되었지만, 브래디를 맞춘 총알만이 폭발했다. 4월 2일, 다른 총알들도 언제든지 폭발할 수 있다는 것을 알게 된 후, 방탄 조끼를 입은 자원봉사 의사들이 델라헌티의 목에서 총알을 제거했다.:223

### 조지 워싱턴 대학교 병원
비밀경호국이 오후 2시 27분 라디오망으로 "총격 발생"을 처음 알린 후, 레이건("암호명 '로하이드'")은 리무진("스테이지코치")에 있는 요원들에 의해 현장에서 이송되었다.:66 아무도 레이건이 총에 맞았다는 것을 알지 못했다. 파르가 레이건의 몸을 수색하여 피를 발견하지 못하자, 그는 "로하이드 괜찮아...크라운(백악관)으로 간다"고 말했다. 그는 불안정한 병원 시설보다 백악관의 의료 시설을 선호했기 때문이다.
레이건은 갈비뼈를 맞은 총탄으로 인해 심한 통증을 느꼈고, 파르가 자신을 리무진에 밀어 넣을 때 갈비뼈가 부러진 것이라고 생각했다. 요원이 총상을 확인했을 때, 레이건은 밝고 거품이 있는 피를 토했다. 대통령은 입술을 다쳤다고 생각했지만, 파르는 갈비뼈 골절로 레이건의 폐가 천공된 것으로 판단하고 비밀경호국이 정기적으로 점검하는 인근 조지 워싱턴 대학교 병원으로 호송차를 돌리도록 지시했다. 리무진은 호텔을 떠난 지 4분도 채 되지 않아 병원에 도착했고, 다른 요원들은 힝클리를 교도소로 데려갔으며, 낸시 레이건("레인보우")은 백악관을 떠나 병원으로 향했다.
파르가 들것을 요청했지만, 병원에는 응급실 입구에 들것이 상시 배치되어 있지 않아 준비된 것이 없었다. 레이건은 리무진에서 내려 걸어가겠다고 고집했다. 그는 병원에 들어설 때 태연한 표정으로 구경꾼들에게 미소 지었다. 혼자 힘으로 병원에 들어섰지만, 일단 안으로 들어서자 레이건은 호흡곤란을 호소하며 무릎을 꿇고 쓰러졌다. 파르와 다른 사람들이 그를 응급실로 옮겼다. 대통령 주치의 다니엘 루지는 총격 당시 레이건 근처에 있었고 별도의 차를 타고 도착했다. 대통령이 심장마비를 겪었을 수도 있다고 생각한 루지는 병원 외상팀이 다른 환자들처럼 레이건을 수술해야 한다고 주장했다.:106–107 병원 직원이 레이건의 보좌관 마이클 디버에게 환자의 이름과 주소를 묻자, 디버가 "펜실베이니아 애비뉴 1600번지"라고 말했을 때 비로소 직원은 대통령이 응급실에 있다는 것을 깨달았다.:107–108
조셉 지오다노가 이끄는 의료진은 레이건의 "천 달러짜리" 맞춤 정장을 그를 검사하기 위해 잘랐다. 레이건은 망가진 정장의 가격에 대해 불평했는데, 이는 보좌관이 기자회견에서 대중에게 대통령의 건강이 안정적임을 안심시키기 위해 인용되었다. 핵 축구 가방을 들고 있던 군 장교를 포함한 군 관계자들은 FBI 요원들이 증거물로 정장, 레이건의 지갑, 기타 소지품을 압수하는 것을 막으려 했지만 실패했다. 골드 코드 카드는 지갑 안에 있었고, FBI는 이틀 후에야 돌려주었다.
의료진은 레이건의 수축기 혈압이 정상 140에 비해 60이었고, 이는 그가 쇼크 상태임을 나타내며, 대통령의 상태에서 대부분의 70대 노인들은 생존하지 못할 것이라는 것을 알고 있었다.:108 그러나 레이건은 건강 상태가 매우 좋았으며, 처음 우려했던 것보다 큰 .38 (9.7 mm)구경 대신 .22(5.6 mm)구경 총알에 맞았다. 그들은 그에게 정맥 주사, 산소, 파상풍 독소, 흉관을 삽입하고 파르를 놀라게 했는데, 파르는 여전히 대통령의 갈비뼈가 부러진 것이라고 생각했지만, 총상 입구를 발견했다. 의사들은 대통령 근처에서 브래디와 부상당한 요원 팀 매카시를 수술했다.
낸시 레이건이 응급실에 도착하자 레이건은 그녀에게 "여보, 제가 피하는 걸 잊었네요"라고 말했다. 이는 권투 선수 잭 뎀프시가 진 터니에게 패한 밤 아내에게 했던 말을 인용한 것이다. 기도삽관된 채로 그는 간호사에게 "솔직히 필라델피아에 있는 게 낫겠어요"라고 썼다. 이는 W. C. 필즈의 대사를 인용한 것이다. 레이건이 거의 죽을 뻔했지만, 팀의 빠른 행동과 파르가 백악관 대신 병원으로 운전하기로 한 결정은 대통령의 생명을 구한 것으로 보인다. 30분 이내에 레이건은 정상 혈압으로 응급실을 떠나 수술실로 향했다. 그리고 나서 그는 장기 손상을 확인하고 총알을 제거하기 위한 응급 개복 수술을 받았다. 흉부외과 과장 벤자민 L. 애런은 출혈이 계속되어 105분 동안 개흉술을 시행했다. 결국 레이건은 응급실과 수술 중 혈액량의 절반 이상을 잃었지만, 총알은 성공적으로 제거되었다.
수술실에서 레이건은 산소 마스크를 벗고 "다들 공화당원이길 바랍니다"라고 농담했다. 의사들과 간호사들은 웃었고, 민주당원인 지오다노는 "오늘, 대통령님, 우리는 모두 공화당원입니다"라고 답했다.:147 레이건의 수술 후 경과는 열로 인해 복잡해졌고, 항생제로 치료되었다. 레이건이 의식 있는 상태로 쇼크 없이 수술실에 들어섰고 수술이 일반적이었기 때문에 그의 의사들과 다른 사람들은 그가 2주 안에 병원을 떠나고, 한 달 안에 오벌 오피스로 복귀하며, 6~8주 안에 장기적인 영향 없이 완전히 회복할 수 있을 것이라고 예측했다.

## 즉각적인 대응
미국 국가안보보좌관 리처드 앨런은 전통적으로 행정부의 위기 관리를 담당했지만, 미국 국무장관 알렉산더 헤이그는 이 역할을 원했다. 총격 6일 전, 미국의 부통령 조지 H. W. 부시가 대신 이 임무를 맡았다. 앨런과 미국 국가안전보장회의가 그를 지원할 예정이었다. 레이건은 화가 난 헤이그를 설득하여 사임하지 않도록 했다. 장관은 "좌절과 분노로 테이블을 내리쳤다"고 보도되었다. 암살 시도 소식이 백악관에 전해졌을 때 헤이그는 그곳에 있었다. 그는 취임 이후 처음으로 텍사스주를 방문 중이던 부통령에게 돌아올 것을 촉구했지만, 에어 포스 투에 탑승한 부시와의 음성 연결이 좋지 않아 서로의 말을 들었는지 알 수 없다.
오후 2시 35분까지 부시는 총격 소식을 들었다. 그는 텍사스주 포트워스를 떠나 레이건이 무사하다는 초기 보도에 의존하여 연설을 위해 오스틴으로 향했다. 오후 3시 14분, 총격 47분 후, 헤이그는 부시에게 암호화된 텔레타이프 메시지를 보냈다.
부통령님: 지금쯤 들으셨겠지만, 사건에서 대통령은 등에 총상을 입었고 위중한 상태입니다. 의료 당국은 수술 여부를 현재 결정 중입니다. 가능한 한 빨리 워싱턴 D.C.로 복귀하실 것을 권고합니다. 국무장관 알렉산더 헤이그 주니어.

에어 포스 투는 오스틴에서 재급유 후 워싱턴으로 돌아왔는데, 조종사는 비행기 역사상 가장 빠른 속도였다고 묘사했다. 이 항공기는 보안 음성 통신 기능이 없었고, 부시와 백악관의 대화는 도청되어 언론에 제공되었다.
백악관 법률고문 프레드 필딩은 즉시 미국 수정 헌법 제25조에 따른 대통령 권한 이양을 준비했고, 미국의 대통령 비서실장 제임스 A. 베이커와 대통령 보좌관 에드윈 미스는 대통령이 무사하다고 믿으면서도 레이건의 병원으로 향했다. 총격 5분 이내에 내각 구성원들은 백악관 상황실에 모이기 시작했다. 내각과 비밀경호국은 처음에 총격이 테러리스트들의 더 큰 공격의 일부인지, 아니면 KGB와 같은 외국 정보기관의 소행인지 확신하지 못했다. 공산주의 폴란드의 연대 운동 때문에 소련과의 긴장이 고조되어 있었다.
내각은 또한 소련이 불안정한 상황을 이용하여 핵 공격을 감행할 수도 있다고 우려했다. 총격 후, 미군은 미국 동해안에 비정상적으로 가깝게 순찰하는 두 척의 소련 탄도미사일 잠수함을 탐지했는데, 이는 미사일이 워싱턴 D.C.에 평소보다 2분 더 빨리 도달할 수 있게 할 것이었다.:175–177 캐스퍼 와인버거 국방장관은 전략공군사령부를 고도로 경계시키며 대응했다. 헤이그, 와인버거, 앨런은 핵 축구 가방의 위치, 잠수함의 존재, 1981년 폴란드 경고 공격에 대한 소련의 침공 가능성, 대통령 계승순위 등 다양한 문제에 대해 논의했다. 상황실에서는 일반적으로 녹음기가 허용되지 않지만, 이 회의는 참가자들의 인지 하에 앨런에 의해 녹음되었고, 5시간 분량의 테이프는 이후 공개되었다.
이 그룹은 복제 핵 축구 가방과 골드 코드 카드를 확보하여 상황실에 보관했다. 레이건의 축구 가방은 여전히 병원의 장교에게 있었고, 부시도 카드와 축구 가방을 가지고 있었다.:155 참가자들은 군의 경계 태세를 높일지 여부와 DEFCON 수준을 변경하지 않고 그렇게 하는 것의 중요성에 대해 논의했다. 그들은 결국 소련 잠수함의 수가 정상적이라고 판단했다. 한 쌍의 소련 잠수함이 다른 한 쌍으로부터 순찰 구역을 인계받는 중이었는데, 이는 월말에 정기적으로 발생하는 교대 작전이었다. 그러나 4척의 잠수함 중 한 척은 해안에 비정상적으로 가깝게 순찰하고 있었다. 폴란드에 대한 긴장이 계속되는 것을 고려하여 와인버거는 전략공군사령부에 경계 태세를 명령했지만, 그는 대중에게 경계 태세를 공개하지 않았다.
레이건이 수술 중이라는 것을 알게 된 헤이그는 "지휘봉은 바로 여기에 있다. 그리고 그것은 지금 이 의자에서, 헌법적으로, 부통령이 올 때까지 그렇다"고 선언했다. 그러나 헤이그의 말은 틀렸다. 현직 국무장관으로서 그는 부시 부통령, 미국 하원 의장 팁 오닐, 미국 상원 임시의장 스트롬 서먼드 다음으로 계승 서열 4위였다. 3 U.S.C. § 19에 따르면, 오닐과 서먼드는 임시 대통령이 되기 위해 자신의 직위에서 사임해야 했다. 방 안에 있던 다른 사람들은 헤이그의 진술이 헌법적으로 틀렸다는 것을 알았지만, 충돌을 피하기 위해 당시에는 반대하지 않았다. 앨런은 나중에 헤이그가 "계속해서 '내가 지휘한다, 내가 선임이다'는 식의 말을 끊임없이 반복했다"고 말했지만, 그와 필딩은 부시가 도착하면 부시가 지휘할 것이므로 "전혀 신경 쓰지 않았다"고 말했다.

알렉산더 헤이그 국무장관이 총격 사건에 대해 기자회견을 하고 있다.

동시에 백악관 브리핑룸에서는 기자회견이 진행 중이었다. CBS 기자 레슬리 스탈은 래리 스피크스 부대변인에게 누가 정부를 운영하고 있는지 물었고, 스피크스는 "지금은 그 질문에 답할 수 없다"고 답했다. 스피크스의 발언을 듣자 헤이그는 스피크스에게 즉시 연단에서 내려오라는 쪽지를 써서 건넸다.:171–173 잠시 후, 헤이그는 브리핑룸에 들어섰고, 거기서 다음과 같은 논란의 여지가 있는 발언을 했다.
헌법적으로, 신사 여러분, 대통령, 부통령, 그리고 국무장관 순입니다. 그리고 대통령이 부통령에게 지휘권을 이양하기로 결정한다면 그렇게 할 것입니다. 지금 현재, 부통령이 돌아올 때까지 백악관에서 제가 통제하고 있으며, 그와 긴밀히 연락하고 있습니다. 만약 무슨 일이 생긴다면, 물론 그와 상의할 것입니다.

리처드 닉슨의 비서실장으로 재직하면서 브리핑룸에 익숙했지만, 스탈은 헤이그가 "눈에 띄게 흔들렸다"고 묘사했으며, AP 통신은 "그의 목소리는 계속해서 감정으로 막히고 떨렸고, 팔은 떨렸다"고 썼다. 상황실에 있던 사람들은 그가 "내가 통제하고 있다"고 말하는 것을 듣고 웃었다고 보도되었고, 앨런은 나중에 "그가 그렇게 지극히 어리석은 말을 할 것이라고는 생각지도 못했다"고 말했다. 헤이그는 나중에 다음과 같이 말했다.
저는 이양에 대해 이야기하고 있던 것이 아닙니다. 저는 행정부, 즉 누가 정부를 운영하고 있는지에 대해 이야기하고 있었습니다. 그게 질문이었습니다. '대통령이 죽으면 누가 계승할 것인가?'가 아니었습니다.

헤이그는 브리핑룸에서 "현재로서는 필요한 경계 조치가 전혀 없으며 계획되지도 않았다"고 말했지만, 그가 말하는 동안 와인버거는 군의 경계 수준을 높였다. 헤이그가 상황실로 돌아온 후, 그는 와인버거의 행동에 반대했는데, 이는 그를 거짓말쟁이로 보이게 만들었기 때문이었다. 비록 부사령관으로서 국가지휘기관에서 와인버거보다 높은 계급은 레이건뿐이었지만 말이다. 와인버거와 다른 사람들은 헤이그가 "내가 통제한다"는 발언으로 권한을 넘어섰다고 비난했지만, 헤이그는 자신의 발언이 "계승"과 관련이 없으며 "서열"을 알고 있다고 말하며 다른 사람들에게 "헌법을 읽어보라"고 조언하며 자신을 변호했다.
에어 포스 투에 탑승한 부시는 헤이그의 기자회견을 지켜봤다. 미즈는 레이건이 총알 제거 수술 후 안정 상태라고 그에게 말했다. 부통령은 오후 6시 30분 앤드루스 공군기지에 도착하여 헬리콥터를 타고 백악관으로 가지 않기로 결정했다. 그는 군 보좌관에게 "대통령만 남쪽 잔디밭에 착륙한다"고 말했다. 부시는 나중에 인터뷰에서 남쪽 잔디밭에 착륙하는 것이 "훌륭한 TV 장면을 만들었을 것"이라고 말했지만, 그것이 국가에 잘못된 메시지를 보냈을 것이라고 지적했으며, 남쪽 잔디밭이 대통령 침실 창문 아래에 위치해 있었고, 그곳에서 영부인이 레이건의 수술 소식을 기다리고 있었다는 점을 강조했다. 마린 원은 대신 넘버 원 옵서버토리 서클로 향했다.
앨런은 "짧은 분쟁과 방해가 있었음에도 불구하고" 상황실의 위기 관리팀은 잘 협력했다고 회상했다. 의회 지도부는 계속 정보를 받았고, 전 세계 정부는 통보를 받고 안심했다. 레이건의 수술은 오후 6시 20분에 끝났지만, 그는 오후 7시 30분까지 의식을 회복하지 못했으므로, 수정 헌법 25조 3항을 발동하여 부시를 대통령 대행으로 만들 수 없었다. 부통령은 오후 7시에 백악관에 도착했고, 수정 헌법 25조 4항을 발동하지 않았다.
부시는 상황실 회의를 지휘했고, 이 회의에서 폴란드의 전국 파업이 취소되었다는 업데이트를 받았다. 그들은 폴란드 근처에서 소련군 이동이 없음을 보여주는 동유럽의 새로운 위성 이미지를 평가했다. 그들은 또한 내슈빌에서 1980년 10월 체포 기록을 통보받은 후 힝클리 주니어가 당시 카터 대통령을 쫓고 있었다는 사실을 암시하는 단독 행동을 했을 가능성이 높다고 평가했다. 부시는 오후 8시 20분에 전국 텔레비전에서 다음과 같이 발표했다.
이 나라와 지켜보는 세계에 미국 정부가 완전히 효율적으로 기능하고 있음을 다시 한번 확신시켜 드릴 수 있습니다. 우리는 하루 종일 완전하고 완벽한 통신을 유지했습니다.

## 조사
FBI는 토요일에 조사를 시작했다. 요원들은 영장을 발부받아 총격범의 호텔 방을 수색했다. 아무것도 만지기 전에 방 전체를 촬영하고 사진을 찍었다. 공범이 있을 경우를 대비하여 지문을 찾았다.
토머스 J. 베이커 요원에 따르면: "힝클리 씨의 방에서 발견한 것은 기이했습니다. 책상 위에는 그가 가는 곳의 지도가 놓여 있어 우리가 찾을 수 있었습니다. 대통령의 일정이 적힌 아침 신문이 펼쳐져 있었습니다. 그는 레이건이 워싱턴 힐튼 볼룸에서 노조 단체에 연설할 것이라는 사실을 공개했습니다. 가장 이상한 것은 성명서였습니다. 여배우 조디 포스터에게 보내는 편지로, 그녀에게 깊은 인상을 주기 위해 대통령 암살이라는 역사적인 행위를 저지를 것이라고 선언했습니다."
힝클리의 리볼버 일련번호는 주류·담배·화기 및 폭발물 단속국에 제공되었다. 그들은 힝클리가 총을 어디서 샀는지 빠르게 알아냈다. 경찰은 대통령이 연설했던 강당에 증인들을 모았다. 목격자이거나 다른 직접적인 정보를 가진 비밀경호국 요원들이 식별되었다.
토머스 J. 베이커 요원에 따르면: "우리의 후속 조사는 몇 주 동안 진행되었으며, 힝클리 씨의 지난 몇 달간의 행적을 추적했습니다. 우리는 그가 전국을 여행하며 사격장을 다녔고, 실제로 포스터 씨에게 집착했다는 것을 확인했습니다. 그는 대통령 암살 시도를 계획하고 실행했습니다. 그는 정신적으로 불안정한 사람이었습니다.".

## 대중의 반응
암살 시도는 빅 스리 텔레비전 네트워크를 포함한 여러 카메라에 의해 전자 뉴스 수집 비디오테이프로 녹화되었다. ABC는 오후 2시 42분에 영상을 방영하기 시작했다. 세 네트워크 모두 브래디가 사망했다고 오보했다. ABC 뉴스 앵커맨 프랭크 레이놀즈, 브래디의 친구는 나중에 보도를 철회할 수밖에 없자, 불통으로 인해 방송에서 스태프들에게 화를 내며 "빨리 확실히 하자!"고 말했다. ABC 뉴스 또한 처음에 레이건 대통령이 부상당하지 않았다고 보도했다. 한 방송사는 그가 개심술을 받고 있다고 오보했다.:133,185
CNN은 총격 사건 현장에 자체 카메라가 없었지만, NBC의 풀 피드를 사용할 수 있었고, 48시간 동안 이 이야기를 계속 다루면서 개국 1년도 채 안 된 네트워크는 철저함으로 명성을 쌓았다. 충격받은 미국인들은 집과 쇼핑센터의 텔레비전 주위에 모여들었다. 일부는 테쿰세의 저주를 언급했고, 다른 일부는 존 F. 케네디와 마틴 루터 킹 주니어의 암살을 회상했다. 신문들은 호외를 발행하고 거대한 헤드라인을 사용했다. 미국 상원은 회의를 중단하고 레이건의 경제 제안에 대한 논의를 중단했으며, 교회들은 기도회를 열었다.
힝클리는 체포된 경찰관들에게 그날 밤의 제53회 아카데미상 시상식이 총격 사건 때문에 연기될 것인지 물었고, 실제로 연기되었다. 시상식(전 배우였던 레이건이 메시지를 녹화한)은 다음 날 저녁에 열렸다. 대통령은 좋은 예후로 수술에서 살아남았다. 그날 저녁 NCAA 챔피언십 농구 경기(인디애나 대 노스캐롤라이나)는 연기되지 않았지만, 필라델피아의 18,000명의 관중은 경기 전에 묵념을 했고, 인디애나가 승리했다. 총격 직후, 다우 존스 산업평균지수는 뉴욕 증권거래소가 조기 폐장하기 전에 하락했지만, 레이건이 회복되자 다음 날 지수는 상승했다. ABC는 아카데미 시상식 방송을 연기해야 했을 뿐만 아니라, 3월에 데뷔한 《위대한 영웅》의 주인공 이름을 "랄프 힝클리"에서 "핸리"로 일시적으로 변경했으며, NBC는 "히트맨"이라는 제목의 《워킹 톨 (TV 시리즈)》 에피소드 방영을 연기했다.

## 여파

### 조디 포스터

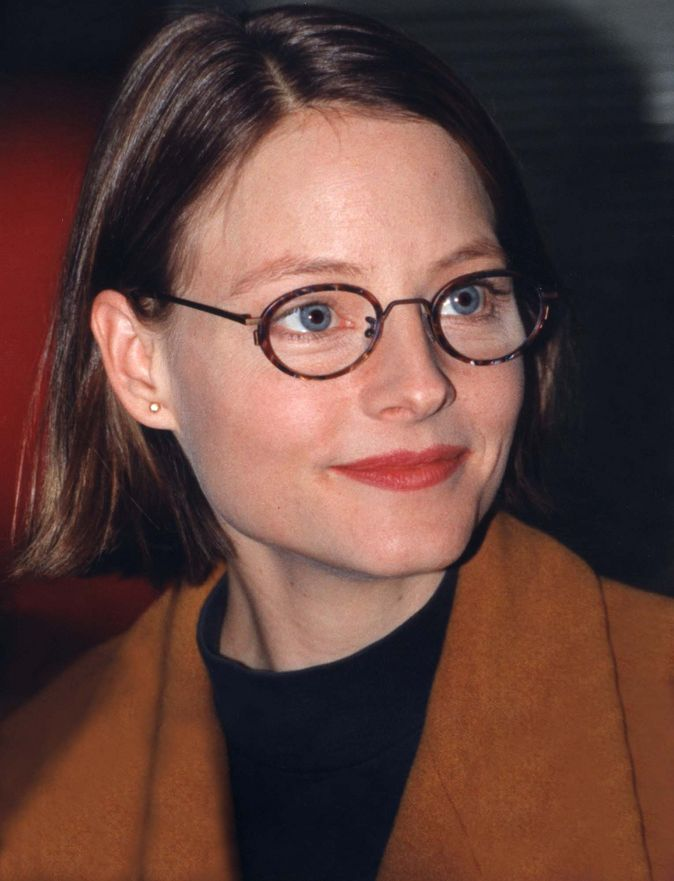
1995년 10월의 조디 포스터

이 사건은 18세의 포스터에게 트라우마적인 경험이었으며, 사건 이후 언론과 파파라치에게 시달렸다. 그녀는 예일에서 한 학기를 쉬었고, 가는 곳마다 경호원의 호위를 받아야 했다. 이 사건은 그녀에게 다른 스토커들을 만들었는데, 비밀경호국에 따르면 포스터에 대한 비슷한 집착을 공유하고 장전된 권총을 들고 그녀를 죽일 계획이었지만, 그녀가 대학 연극에서 공연하는 것을 본 후 마음을 바꾼 22세의 에드워드 마이클 리처드슨이라는 남성도 있었다.
힝클리는 포스터가 자신의 재판에 증언할 것을 요구했다. 포스터와 힝클리의 변호사들 사이에 비공개 회의에서 포스터가 증언하기로 합의되었는데, 그녀 자신, 판사(배링턴 D. 파커), 변호사, 그리고 힝클리만 참석하는 조건이었다. 이 회의의 비디오테이프는 힝클리의 재판에 증거로 제출될 수 있었다. 이 회의는 1982년 3월에 열렸다. 증언하는 동안 포스터는 힝클리를 쳐다보거나 인정하지 않았다. 이로 인해 힝클리는 그녀에게 펜을 던지고 위협을 외쳤고, 이내 미국 보안관들에게 둘러싸여 방에서 끌려 나갔다.
암살 시도 이후 포스터는 힝클리에 대해 네 번만 언급했다. 공격 며칠 후 기자회견, 1982년 판결 후 《에스콰이어》 잡지에 쓴 기사, 1999년 《60분 2》에서 찰리 로즈와의 인터뷰, 2021년 마크 마론의 팟캐스트 《WTF 위드 마크 마론》에서 코미디언이자 배우인 마크 마론과의 대화가 그것이다. 그녀는 사건이 언급되거나 인터뷰 진행자가 힝클리를 언급하려 한다고 느끼면 여러 인터뷰를 중단하거나 취소했다. 마론에게 포스터는 인터뷰에서 이 사건에 대해 자발적으로 말하지 않기로 선택한 것은 그 사건으로만 기억되는 여배우로 낙인찍히는 것을 피하기 위함이었다고 말하며, 전 홍보담당자였던 그녀의 어머니가 미디어 열풍과 대중의 집착을 극복하는 데 어떻게 도움을 주었는지 회상했다.

### 로널드 레이건

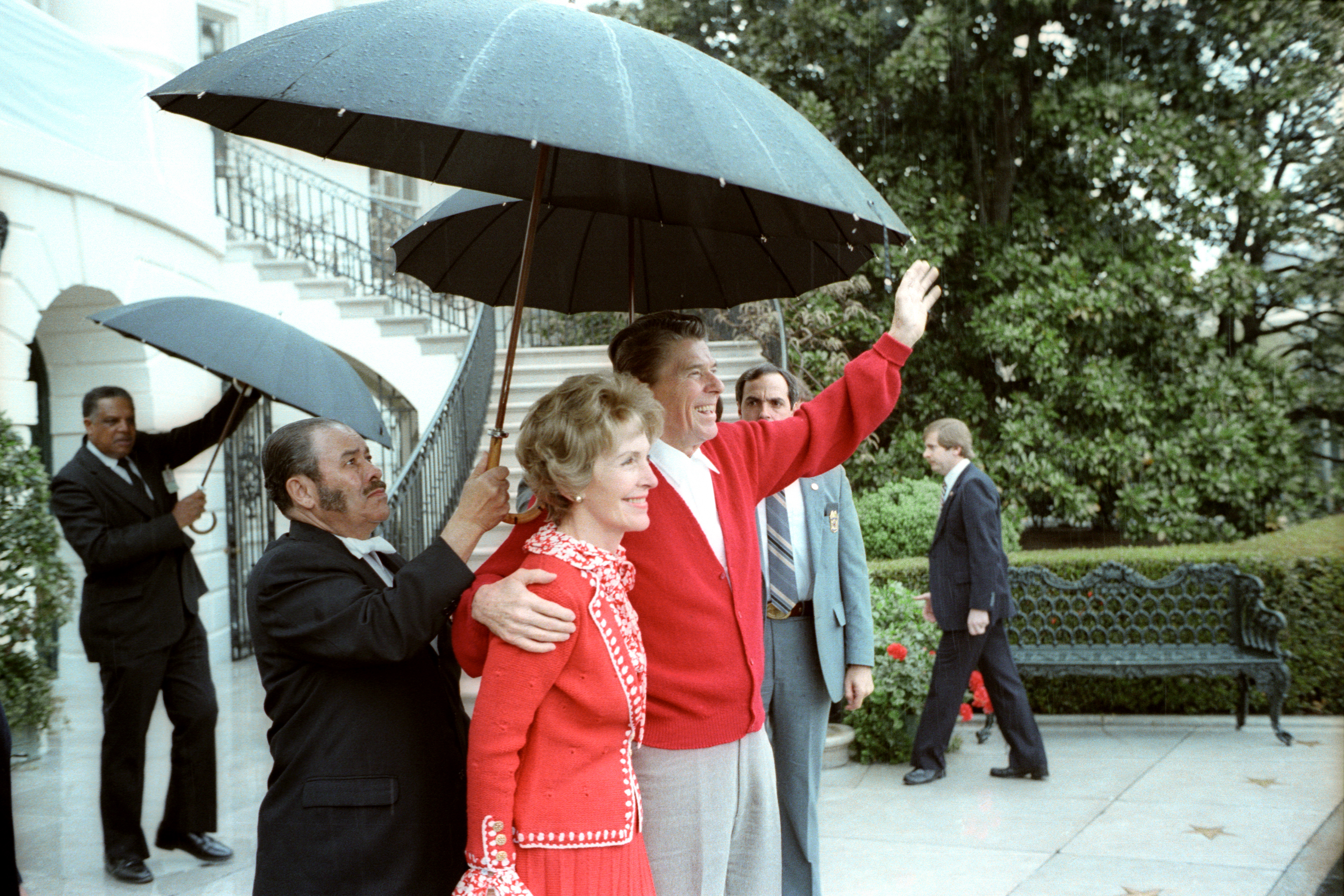
레이건이 4월 11일 퇴원 후 백악관에서 손을 흔들고 있다. 그는 빨간 스웨터 안에 방탄복을 입었다.

레이건의 보좌관들은 대통령이 빨리 회복하는 것처럼 보이도록 안달했고, 수술 다음 날 아침 그는 방문객을 만났고 법안에 서명했다. 레이건은 4월 11일 아침 병원을 떠났다. 리무진에 타는 것이 어려웠고, 그는 집에 가면 가장 먼저 "앉을 것"이라고 농담했다.
레이건의 회복 속도는 의사들에게 깊은 인상을 주었지만, 그들은 대통령에게 일주일 동안 오벌 오피스에서 일하지 말고 몇 주 동안은 여행을 피하라고 조언했다. 그의 첫 주말에는 방문객이 예정되어 있지 않았다. 처음에는 레이건은 백악관 주거지에서 하루 두 시간씩 일했다. 레이건은 26일이 되어서야 내각 회의를 주재했고, 49일이 되어서야 워싱턴을 떠났으며, 79일이 되어서야 기자회견을 열었다. 대통령 주치의 루지는 10월까지는 회복이 완료되지 않았다고 생각했다. 레이건의 총격 후 한 달 간의 계획은 취소되었는데, 여기에는 1981년 4월 STS-1 (첫 번째 우주왕복선 비행) 기간 동안 텍사스주 휴스턴의 미션 컨트롤 센터 방문이 포함되었다. 대신 부시 부통령이 임무 중 궤도에 있는 우주 비행사들에게 전화했다. 레이건은 그해 11월 STS-2 동안 미션 컨트롤 센터를 방문했다.
이 사건들은 레이건의 초기 인기에 기여했다. 3월까지 60%의 지지율을 누렸음에도 불구하고, 다음 몇 달 동안 그의 지지율은 거의 70%까지 치솟았다. 개인적으로 레이건은 하느님이 자신에게 더 큰 목적을 이루게 하기 위해 생명을 살려주셨다고 믿었고, 그가 가톨릭 신자는 아니었지만, 테레사 수녀, 테렌스 쿡 추기경, 그리고 그와 마찬가지로 총격 생존자인 교황 요한 바오로 2세와의 만남은 그의 믿음을 강화시켰다.
레이건은 4월 25일 오벌 오피스로 복귀하여 직원들과 내각 구성원들로부터 기립박수를 받았다. 그는 자신의 부재 중 그들의 팀워크를 언급하며 "내가 박수를 보내야 한다"고 말했다. 그는 4월 28일 의회 공동 회의 연설에서 첫 공개석상에 모습을 드러냈다. 연설에서 그는 선거 공약이었던 예정된 지출 삭감을 발표했다. 그는 "두 번의 우레와 같은 기립박수"를 받았는데, 《뉴욕 타임스》는 이를 "그의 건강 회복에 대한 경의"이자 대통령이 의료 회복 테마를 사용하여 발표한 그의 프로그램에 대한 경의라고 보았다. 레이건은 백악관에 체육관을 설치하고 정기적으로 운동을 시작하여 근육을 너무 많이 키워서 새 정장을 사야 했다. 그러나 총격 사건으로 인해 낸시 레이건은 남편의 안전을 걱정하게 되었다. 그녀는 그에게 1984년 재선에 출마하지 말라고 요청했고, 그녀의 우려 때문에 점성가 조앤 퀴글리에게 자문을 구하기 시작했다. 레이건은 대통령 재임 기간 동안 다시는 공항 활주로를 가로질러 걷거나 공개적인 인도에서 리무진에서 내리지 않았다. 

### 델라헌티, 팀 매카시, 브래디

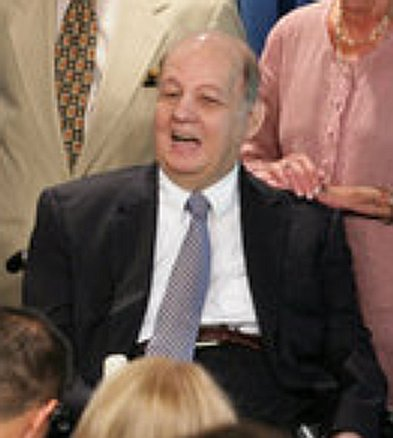
2006년 제임스 브래디

토머스 델라헌티는 회복되었지만 왼쪽 팔에 영구적인 신경 손상을 입었고, 결국 장애로 인해 수도경찰국에서 은퇴해야 했다. 팀 매카시는 완전히 회복되어 부상자 중 가장 먼저 퇴원했다. 제임스 브래디는 살아남았지만, 그의 부상은 그에게 어눌한 말투와 부분 마비를 남겨 휠체어를 상시 사용해야 했다.
브래디는 레이건 행정부의 남은 기간 동안 언론 비서로 남아 있었지만, 이는 주로 명예직이었다. 나중에 브래디와 그의 아내 사라 브래디는 총기 규제 및 미국의 총기 폭력을 줄이기 위한 기타 조치의 선두적인 옹호자가 되었다. 그들은 로비 단체인 Handgun Control, Inc.(나중에 총기 폭력 예방을 위한 브래디 캠페인으로 이름이 변경됨)에서 활동했으며, 비영리 단체인 총기 폭력 예방을 위한 브래디 센터를 설립했다. 그들의 노력의 결과로 1993년에 브래디 핸드건 폭력 방지법이 통과되었다. 브래디는 2014년 8월 4일 버지니아주 알렉산드리아에서 73세의 나이로 사망했다. 브래디 사망 후, 컬럼비아 특별구 검시관은 암살 시도로 인한 그의 부상으로 사망한 것을 살인으로 판정했다. 이 판결은 힝클리가 미래에 추가 살인 혐의로 기소될 가능성을 높였다. 그러나 검찰은 두 가지 이유로 그렇게 하지 않기로 결정했다. 첫째, 배심원단은 이미 총격 당시 힝클리가 정신이상자라고 선언했고, 이중위험금지에 대한 헌법적 금지는 브래디의 사망으로 이 판결을 뒤집는 것을 방해할 것이었다. 둘째, 1981년 워싱턴 D.C.에는 여전히 영미법의 "1년 1일" 규칙이 시행되고 있었다. 비록 1년 1일 규칙이 2014년 이전에 폐지되었지만, 소급입법에 대한 헌법적 금지는 현재 규칙이 유효했을 때 저지른 행위로 인해 오늘날 발생하는 사망에 대한 혐의를 상향 조정하는 것을 방해할 것이며, 정부가 현행 연방법을 근거로 힝클리의 성공적인 심신미약 변론을 이의 제기하는 것을 금지할 것이었다.
레이건에 대한 총격은 1980년 12월 존 레논 피살 사건으로 시작된 미국의 총기 규제 논쟁을 격화시켰다. 레이건은 레논 사망 후 총기 규제 강화에 반대 입장을 표명했고, 자신의 총격 사건 후에도 반대 입장을 재확인했다. 그러나 암살 시도 10주년을 기념하는 행사 연설에서, 레이건은 브래디 법안을 지지했다.
"기념일"은 우리가 기억하고 싶은 행복한 사건들과 보통 연관되는 단어입니다: 생일, 결혼, 첫 직업. 그러나 3월 30일은 제가 잊고 싶지만 그럴 수 없는 기념일입니다... 네 명의 삶이 영원히 바뀌었고, 이 모든 것은 싸구려 .22 구경 권총인 '새터데이 나이트 스페셜' 때문에 일어났습니다. 정신 질환의 이력이 있는 한 젊은이가 댈러스의 전당포에서 구입한 총이었습니다. 지금 의회에 계류 중인 법안, 즉 브래디 법안이 1981년에 법으로 제정되었더라면 이 악몽은 결코 일어나지 않았을 것입니다... 브래디 법안 통과가 그 숫자들을 10~15%만 줄이는 결과로 이어진다고 해도(훨씬 더 많이 줄어들 수 있습니다), 그것은 이 나라의 법으로 제정할 가치가 충분할 것입니다. 그러면 브래디 가족, 델라헌티 가족, [팀] 매카시 가족, 레이건 가족이 매년 3월 30일에 겪는 기념일을 맞이할 가족은 훨씬 줄어들 것입니다.

1994년, 레이건은 하원에서 연방 살상용 무기 금지법을 지지하기 위해 수많은 호소를 했다. 적어도 두 명의 대표인 공화당 스콧 L. 클루그와 민주당 리처드 스웨트는 레이건의 노력이 그들의 법안 찬성 결정에 영향을 미쳤다고 언급했으며, 이 법안은 결국 216대 214로 통과되었다.

### 안테누치와 맥나마라
안테누치와 맥나마라 둘 다 암살 시도 후 병에 걸렸다. 맥나마라는 1981년 9월 18일, 암살 시도 6개월 후 62세의 나이로 사망했다. 안테누치는 1984년 5월 9일 71세의 나이로 사망했다.

### 존 힝클리
힝클리는 1982년 6월 21일 심신미약으로 인한 무죄 판결을 받았다. 변호인측 정신과 보고서에 따르면 그는 정신이상이었지만 검찰측 보고서는 그를 법적으로 정상이라고 선언했다. 변호사의 조언에 따라 그는 자신의 변호를 위해 증언대에 서는 것을 거부했다. 힝클리는 2006년까지 워싱턴 D.C.의 세인트 엘리자베스 병원에 전적으로 수감되어 있었고, 그 시점부터 어머니 집에서 점차 더 많은 시간을 보내는 프로그램을 시작했다.
2016년 9월 10일, 힝클리는 법원 감독과 의무 정신과 치료 하에 어머니와 함께 살기 위해 병원을 영구적으로 떠날 수 있도록 허가받았다. 재판 후 그는 총격 사건이 "세계 역사상 가장 위대한 사랑의 제물"이었다고 썼고, 당시에는 어떤 후회도 표명하지 않았다.
무죄 판결은 광범위한 실망을 불러일으켰고, 그 결과 미국 의회와 여러 주에서는 심신미약 변론에 관한 법률을 다시 작성했다. 이전 모델 형법 시험은 피고인의 정신 상태에 대한 입증 책임을 검찰에서 피고인으로 전환하는 시험으로 대체되었다. 세 개 주에서는 이 변론을 완전히 폐지했다.

## 문학 및 대중문화에서의 묘사

### 도서
- 델 쿠엔틴 윌버의 책 《Rawhide Down: The Near Assassination of Ronald Reagan》(2011)

### 영상
다음은 암살 시도를 다루거나 그 일부를 묘사하는 영화 목록이다.
- 1991년 TV 영화 《Without Warning: The James Brady Story》는 제임스 브래디의 회복 과정을 극화했다.[113]
- 2001년 쇼타임 TV 영화 《The Day Reagan Was Shot》은 암살 시도를 둘러싼 사건들을 느슨하게 기반으로 하며, 광란의 미디어 광풍, 통제력이 거의 없는 분열된 백악관 내각 및 직원, 그리고 가상의 국제 위협을 묘사한다.[114]
- 2003년 TV 영화 《The Reagans》는 레이건과 그의 가족에게 초점을 맞추며 암살 시도를 묘사한다.
- 2006년 아메리칸 대드! 에피소드 "The Best Christmas Story Never Told"에서 스탠 스미스는 과거의 크리스마스 유령에 의해 과거로 돌아가 힝클리의 자리를 차지하고 레이건에게 부상을 입혀 시간선을 복원해야 한다.
- 2018년 TV 드라마 《타임리스》는 미국 역사를 통해 두 그룹의 시간 여행자들을 따라가며 시즌 2 에피소드 8(전체 에피소드 24) "The Day Reagan was Shot"에서 그의 암살 시도를 묘사한다.[115]
- 2024년 미국 전기 드라마 영화 《레이건》은 전 KGB 요원의 시선으로 레이건의 삶을 따라가며 암살 시도를 묘사한다.

### 무대
- 스티븐 손드하임이 작곡과 작사를 맡고 존 와이드먼이 극본을 쓴 뮤지컬 《어새신스》에는 존 힝클리 주니어가 등장인물로 나온다. 이 뮤지컬은 1990년 오프브로드웨이에서 그레그 저먼이 힝클리 역을 맡아 초연되었고, 2004년 토니상 수상 브로드웨이 작품에서는 알렉산더 제미나니가 이 역을 맡았다.

## 같이 보기
- 미국 대통령 암살 시도 및 음모 목록

## 내용주
1. ↑  제임스 브래디는 총상으로 인해 영구적인 장애를 입었으며, 사건 발생 33년 후인 2014년 8월 4일 부상으로 사망했다.[1][2][3]
2. ↑  
  - 대통령 살해 시도
  - 연방 요원에 대한 폭행
  - 연방 중범죄를 저지르는 동안 화기 사용
  - 위험한 무기로 폭행 (4건)
  - 무장한 채 살인 의도로 폭행 (4건)
  - 치명적인 무기로 경찰관 폭행
  - 필요한 면허 없이 권총 소지[4]